# Francesco Barbaro (patriarca di Aquileia)

Stemma della famiglia Barbaro

Francesco Barbaro (Venezia, 16 marzo 1546 – Udine, 27 aprile 1616) è stato un patriarca cattolico e diplomatico italiano, al servizio della Repubblica di Venezia.

## Biografia
Pronipote di Francesco Barbaro e figlio di Marcantonio Barbaro, procuratore di San Marco e mecenate del Palladio, dopo gli studi cominciò la carriera politica e diplomatica che culminò con l'incarico, dal 1578 al 1581, di ambasciatore alla corte dei Savoia. Successivamente scelse la carriera ecclesiastica.
Il patriarca di Aquileia Giovanni Grimani, che aveva solo la giurisdizione temporale sulla diocesi e non quella episcopale, ed era ormai molto avanti con gli anni, chiese a papa Sisto V un vescovo coadiutore: la scelta cadde su Francesco per la sua fede di sicura ortodossia e per la sua esperienza politica e diplomatica. Così, nel marzo 1586, fu consacrato arcivescovo titolare di Tiro e andò a reggere il patriarcato di Aquileia.
Su raccomandazione di papa Clemente VIII, nel 1593 Francesco avviò la visita pastorale della diocesi che portò a termine l'anno successivo. Proprio nel mezzo dell'impresa, il 3 ottobre 1593, morì Grimani e Barbaro fu chiamato a sostituirlo ufficialmente, divenendo patriarca di Aquileia. Ma non interruppe il suo giro se non per andare il 10 aprile a Udine 1594 e il 25 a Cividale per le formalità dell'investitura.
Nel 1595 aprì i lavori del sinodo diocesano nel Castello di San Daniele, sinodo segnato dal dissidio tra i canonici di Udine e quelli di Cividale per stabilire quale delle due sedi fosse la più importante. Francesco stabilì che la precedenza spettasse a Cividale scontentando gli ecclesiastici udinesi che protestarono. Nello stesso anno Francesco chiese e ottenne da Clemente VIII la nomina a suo coadiutore di Ermolao Barbaro, suo fratello, che il 12 febbraio 1596 fu a sua volta nominato arcivescovo di Tiro.
Fondamentale il suo intervento sul sinodo provinciale di Udine che si tenne dal 19 al 27 ottobre 1596, per far accettare, come da decreto di papa Pio V, il rito romano agli altri vescovi suoi sottoposti che seguivano l'antichissimo rito patriarchino. Fece lo stesso l'11 maggio del 1600 con il sinodo provinciale di Cividale e il 23 giugno 1602 con quello di Gorizia dedicato ai vescovi slavi e tedeschi della sua giurisdizione.
È sepolto nella chiesa di Sant'Antonio Abate di Udine, insieme al fratello Ermolao che gli succedette alla guida del patriarcato.

## Genealogia episcopale e successione apostolica
La genealogia episcopale è:
- Cardinale Pier Francesco Ferrero
- Patriarca Giovanni Trevisan, O.S.B.
- Patriarca Francesco Barbaro

La successione apostolica è:
- Vescovo Domenico Bollani, O.P.  (1588)
- Vescovo Johann Walser (1592)
- Vescovo Antonio Zara (1601)